# Chris Evans (homme politique australien)
Pour les articles homonymes, voir Chris Evans et Evans.
Christopher Vaughan Evans (né le 14 mai 1958 à Cuckfield) est un homme politique australien, ayant été sénateur travailliste pour l'État d'Australie-Occidentale entre 1993 et 2013. Il est ministre de l'Immigration et de Citoyenneté et leader du gouvernement au Sénat dans le gouvernement Kevin Rudd lors de l'élection de 2007 et conserve ce portefeuille au sein du premier gouvernement Julia Gillard. Le 14 septembre 2010, après les élections d'août 2010, Evans devient ministre de l'enseignement supérieur, des qualifications, du travail et des relations sociales dans le second gouvernement Julia Gillard.

## Biographie
Evans est né à Cuckfield, en Angleterre. Il fait ses études à l'Université d'Australie-Occidentale où il obtient un diplôme en Lettres. Evans est responsable syndical, puis secrétaire du Parti travailliste pour l'État d'Australie-Occidentale au cours des années 1991 à 1993 avant d'être élu au Sénat en 1993, en qualité de whip de l'opposition au Sénat et ministre fantôme de 1998 jusqu'en 2007.
Evans est Premier Ministre par intérim pendant environ 30 heures en juin 2008, premier sénateur travailliste à avoir exercé la fonction de Premier ministre depuis près de 100 ans.